# 阿亚奇·扎迈勒
阿亚奇·扎迈勒（阿拉伯語：العياشي زمال，1977年8月16日—）是突尼斯政治人物。他毕业于突尼斯理学院，受过化学工程师培训，后来成为从事农业食品行业的阿亚奇集团总经理。阿亚奇·扎迈勒已婚，育有两个孩子。

## 生平
在2019年突尼斯议会选举中，阿亚奇·扎迈勒作为“突尼斯万岁党”候选人当选国会议员，并在当选后表示将放弃议会豁免权。他于2020年退出所属政党，随后加入国家集团。在任期内，他曾是地区发展、农业、粮食安全与贸易、以及海外突尼斯人事务等委员会的成员。在新冠疫情直至议会解散期间，他还担任了卫生与社会事务委员会主席。之后他于2022年6月27日创立了“阿茲蒙党”，并担任党主席直至2024年8月24日，随后他宣布参加总统选举。
成为候选人后，阿亚奇·扎迈勒于2024年9月2日被捕，并于9月4日被以伪造支持签名的指控羁押。尽管他于9月5日获准临时释放，但随即再次被捕，并于9月18日被判处20个月监禁。9月25日，他因“伪造文件”被追加判处6个月监禁。10月1日，他又被判处12年监禁。此项判决连同其他候选人被拒绝参选和入狱的情况，引起人权观察组织的谴责。之后阿亚奇·扎迈勒又因伪造选举支持签名相关的案件，被判处32个月的监禁，其总刑期达35年。
这一系列快速裁决被视为司法迫害的体现，反映了当局面对他潜在选举实力的恐慌。尽管他在公众中名气不高，但许多反对派人士仍表示愿意投票支持他，而这种“默默无闻”反而最初使他躲过了候选资格被拒的命运。